# Wing Commander IV : Le Prix de la liberté
Wing Commander IV : Le Prix de la liberté (Wing Commander IV: The Price of Freedom) est un jeu vidéo de combat spatial développé par les studios d'Origin Systems, sorti en 1995 sur PC puis réédité en 1997 sur PlayStation. On en parle souvent sous la dénomination WC4 dans les écrits qui le concernent. Il bénéficia d'un budget d'environ dix millions de dollars. Cet opus est le quatrième volet de la série Wing Commander. Il mêle séquences de shoot spatial et d'aventure, via des déplacements dans un vaisseau-mère. Ceux-ci disposent de nombreuses cinématiques filmées qui l'apparentent au film interactif. Ces dernières ont été tournées dans les Ren-Mar Studios à Hollywood en 35 mm.

## Équipe de développement
- Direction : Chris Roberts ;
- Scénario : Terry Borst et Frank De Palma ;
- Production : Mark Day et Adam Foshko ;
- Musique : George Oldziey ;
- Directeur de la photographie : Eric J. Goldstein ;
- Montage : Phil Gessert ;
- Costumes : Karen Mann.

## Distribution
- Mark Hamill : le colonel Christopher "Maverick" Blair ;
- Malcolm McDowell : l'amiral Geoffrey Tolwyn ;
- John Rhys-Davies : le sénateur James "Paladin" Taggart ;
- Jason Bernard : le capitaine William Eisen ;
- Thomas F. Wilson : le major Todd "Maniac" Marshall ;
- Robert Rusler : "Seether" ;
- Mark Dacascos : le second lieutenant Troy "Catscratch" Carter ;
- Holly Gagnier : le premier lieutenant Velina Sosa ;
- François Chau : le lieutenant Winston "Vagabond" Chang ;
- Chris Mulkey : le colonel Jacob "Hawk" Manley ;
- Elizabeth Barondes : le colonel Tamara "Panther" Farnsworth ;
- Jeremy Roberts : le lieutenant Gash Dekker ;
- Richard Riehle : le mécanicien-chef Robert "Pliers" Sykes ;
- Peter Jason : le vice-amiral Daniel Wilford ;
- John Spencer : le capitaine Hugh Paulsen ;
- William Youmans : le second lieutenant Drew Naismith ;
- Jessica Tuck : le docteur Brody ;
- Barry Dennen : Melek :
- Casper Van Dien : un pilote de la Confédération.

## Accueil
- PC Team : 95 %[2]